# Drechterland

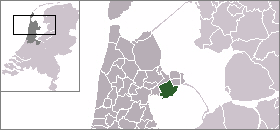
Drechterland ligger vid IJsselmeer

Vapen

Drechterland, kommun i nordvästra Nederländerna i provinsen Noord-Holland. Kommunen har en area på 80,7 km² (varav 20,7 km² utgörs av vatten) och en folkmängd på strax över 18 000 invånare (2006).
Den 1 januari 2006 slogs kommunen Drechterland samman med kommunen Venhuizen.
Kommunens största städer är Hem, Schellinkhout, Stede Broek samt Westwoud.